# 韋爾斯喬

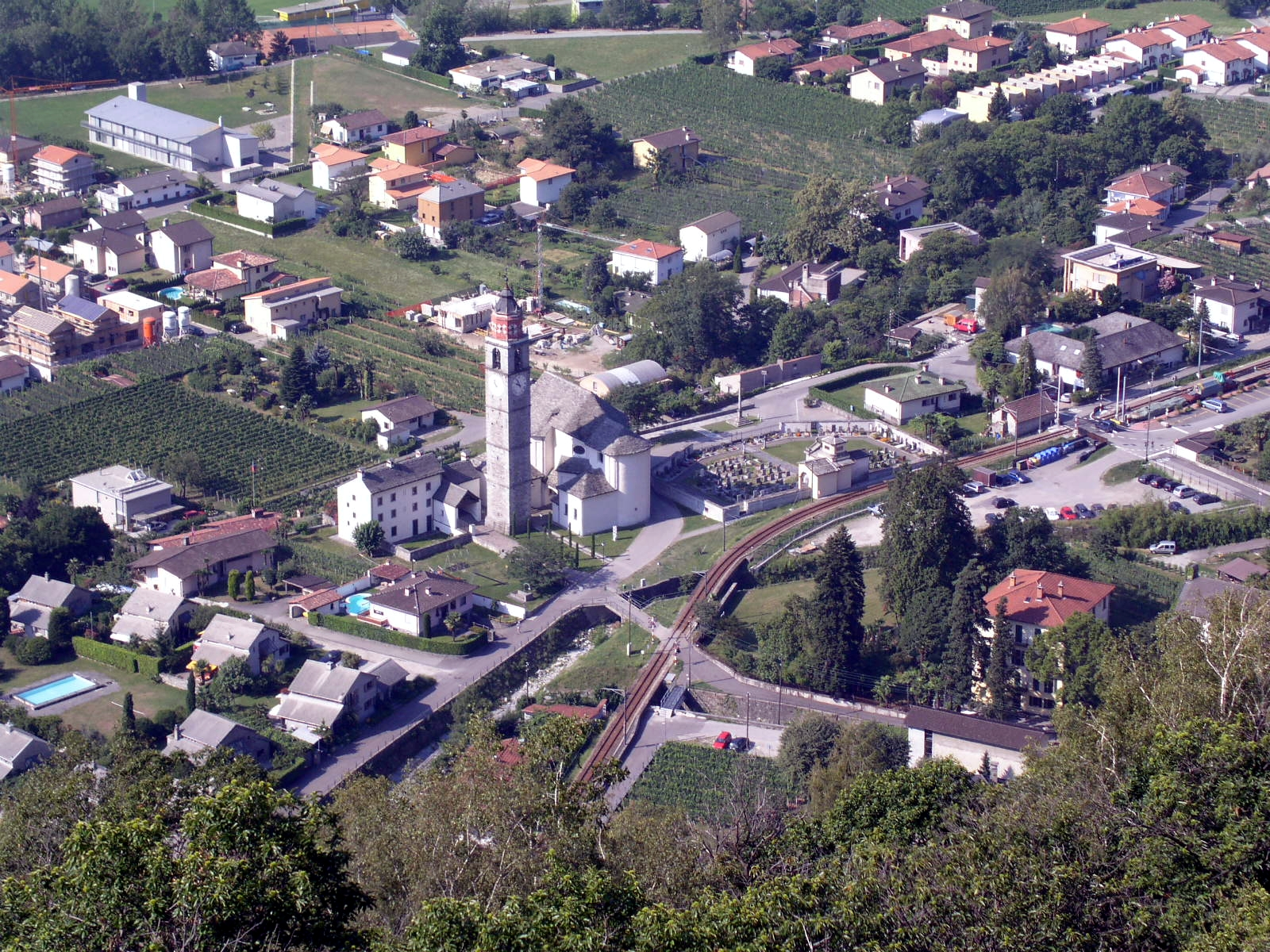

韋爾斯喬是瑞士的城鎮，位於該國南部，由提契諾州負責管轄，面積3.平方公里，海拔高度245米，2011年人口1,091，七成人口信奉羅馬天主教，人口密度每平方公里364人。